# 泰·迪哥斯
泰·迪哥斯（英語：Taye Diggs，1971年1月2日—），本名史考特·里歐·貝瑞（英語：Scott Leo Berry）是一位美國男演員、歌手，生於美國紐澤西州紐華克，曾參與多部電影及電視劇的演出。2003年與美國女演員伊迪娜·曼佐結婚，但已於2014年離婚。

## 外部連結
- 泰·迪哥斯在互联网电影资料库（IMDb）上的資料（英文）
- 互联网外百老汇数据库（IOBDB）上泰·迪哥斯的資料（英文）
- Taye Diggs interview （页面存档备份，存于）